# Werner Ostendorff
Werner Ostendorff (15. august 1903 i Königsberg – 4. maj 1945 i Bad Aussee) var SS-Gruppenführer og en af de yngste luftfartøjschefer i Waffen-SS. East Dorff blev tildelt Jernkorsets Ridderkors med egeløv og det tyske kors i guld. Hans militære karriere startede i 1925.